# Vendhuile
Vendhuile é uma comuna francesa na região administrativa de Altos da França, no departamento de Aisne. Estende-se por uma área de 10,96 km². Em 2010 a comuna tinha 564 habitantes (densidade: 51,5 hab./km²).